# Campeonato Carioca de Basquete Masculino
O Campeonato Carioca de Basquete é uma competição realizada entre diversos times de basquete do estado do Rio de Janeiro. Inicialmente, era disputada apenas por equipes do antigo Distrito Federal, posteriormente Estado da Guanabara, que correspondiam à cidade do Rio de Janeiro. Com a fusão entre a Guanabara e o antigo Estado do Rio de Janeiro, ocorrida em 1975, assim como ocorreu no futebol entre o Campeonato Carioca de Futebol e o Campeonato Fluminense de Futebol, o Campeonato Carioca transformou-se em Campeonato Estadual de Basquete Masculino do Rio de Janeiro, porém informalmente continuou sendo chamado pelo mesmo nome por alguns.
A Federação de Basquetebol do Estado do Rio de Janeiro (FBERJ), é atualmente responsável pela organização dos campeonatos estaduais de basquete no Estado do Rio de Janeiro.

## História
Em 1912, no ginásio da rua da Quitanda nº 47, no centro do Rio de Janeiro, aconteceram os primeiros torneios de basquete. Em 1913, quando da visita da seleção chilena de futebol a convite do America Football Club (Rio de Janeiro), seus integrantes, membros da ACM de Santiago, passaram a frequentar o ginásio da rua da Quitanda. Henry Sims, convenceu os dirigentes do América a introduzir o basquete no clube da rua Campos Salles, no bairro da Tijuca. Para animá-los, arranjou um jogo contra os chilenos oferecendo uma equipe da ACM, com o uniforme do América que triunfou pelo curioso score de 5 a 4. O plano vingou e o América foi o primeiro clube carioca a adotar o basquete.
As primeiras regras em português foram traduzidas em 1915. Nesse ano a ACM realizou o primeiro torneio da América do Sul, com a participação de seis equipes. O sucesso foi tão grande que a Liga Metropolitana de Sports Athléticos, responsável pelos esportes terrestres no Rio de Janeiro, resolveu adotar o basquete em 1916.
Nos anos que se seguem, a LMSA, acaba por receber uma série de acusações de suborno tornando insustentável sua permanência na organização, até que em 1917 é substituída pela Liga Metropolitana de Desportos Terrestres.
Em 1919, foi organizado no Rio de Janeiro o primeiro torneio carioca de basquetebol (este também foi o primeiro torneio de basquete no Brasil). O título ficou com o Flamengo e o vice-campeonato com a equipe da Associação Cristã de Moços. De 1919 a 1923 o campeonato foi organizado pela Liga Metropolitana de Desportos Terrestres, sendo sua sucessora de 1924 a 1932, a Associação Metropolitana de Sports Athleticos (a FBERJ, no entanto, reconhece como campeonatos estaduais oficiais a partir de 1924, quando passou a ser organizado pela Associação Metropolitana de Sports Athleticos). Em 1933 foi fundada a Liga Carioca de Basketball, após rompimento com a Confederação Brasileira de Desportos de alguns clubes. Durante cinco anos, duas ligas existiram na cidade do Rio, de 1933 a 1937,  a LCB, ligada à Federação Brasileira de Basketball designação antiga da atual Confederação Brasileira de Basketball; e a  Associação Metropolitana de Basketball, ligada a Confederação Brasileira de Desportos, em 1938 houve a reunificação das ligas na LCB e em 1941 como sucessora desta foi criada a Federação Metropolitana de Basketball, em 31 de Janeiro de 1977 foi fundada a Federação de Basquetebol do Estado do Rio de Janeiro.

## Campeões Adulto

### Total de títulos oficiais por equipe (campeonatos organizados pela FBERJ)[4]
| Clube                  | Títulos | Vices |
| ---------------------- | --- | --- |
| Flamengo               | 49 (1932, 1933, 1934, 1935, 1948, 1949, 1951, 1952, 1953, 1954, 1955, 1956, 1957, 1958, 1959, 1960, 1962, 1964, 1975, 1977, 1982, 1984, 1985, 1986, 1990, 1994, 1995, 1996, 1998, 1999, 2002, 2005, 2006, 2007, 2008, 2009, 2010, 2011, 2012, 2013, 2014, 2015, 2016, 2018, 2019, 2020, 2021, 2022 e 2023) | 12 (1950, 1963, 1976, 1981, 1983, 1987, 1988, 1989, 1991, 1997, 2001 e 2003)                                     |
| Vasco da Gama          | 16 (1946, 1963, 1965, 1969, 1976, 1978, 1979, 1980, 1981, 1983, 1987, 1989, 1992, 1997, 2000 e 2001) | 18 (1940, 1943, 1947, 1957, 1964, 1966, 1967, 1968, 1971, 1972, 1974, 1975, 1977, 1984, 1990, 1998, 2007 e 2016) |
| Fluminense             | 12 (1924, 1925, 1926, 1927, 1931, 1961, 1970, 1971, 1972, 1973, 1974 e 1988) | 10 (1942, 1948, 1949, 1952, 1958, 1959, 1962, 1979, 1980 e 1982)                                                 |
| Botafogo               | 10 (1939, 1942, 1943, 1944, 1945, 1947, 1966, 1967, 1968 e 1991) | 11 (1934, 1937, 1941, 1946, 1951, 1965, 1973, 1999, 2000, 2018 e 2019)                                           |
| Riachuelo              | 3 (1937, 1940 e 1941) | 5 (1933, 1935, 1936, 1938 e 1939)                                                                                |
| São Cristóvão          | 2 (1929 e 1930) | 1 (1931) |
| Automóvel Clube        | 1 (2003) | 2 (2002 e 2004)                                                                                                  |
| Telemar/Rio de Janeiro | 1 (2004) | 1 (2005) |
| Liga Angrense          | 1 (1993) | 1 (1992) |
| Brasil                 | 1 (1929) | 0 |
| Grajaú T.C.            | 1 (1936) | 0 |
| Olympico               | 1 (1938) | 0 |
| Grajaú C.C.            | 1 (1950) | 0 |
| Tijuca                 | 0 | 11 (1945, 1960, 1961, 1993, 1994, 1995, 1996, 2010, 2011, 2012 e 2020)                                           |
| Municipal              | 0 | 6 (1969, 1970, 1978, 2009, 2022 e 2023)                                                                          |
| Sírio e Libanês        | 0 | 4 (1953, 1954, 1955 e 1956)                                                                                      |
| Macaé                  | 0 | 3 (2013, 2014 e 2015)                                                                                            |
| América                | 0 | 2 (1932 e 1986)                                                                                                  |
| Bradesco               | 0 | 1 (1985) |
| Rio Pan 2007           | 0 | 1 (2006) |
| Cabo Frio              | 0 | 1 (2008) |
| LSB-RJ                 | 0 | 1 (2021) |

## Campeonatos não organizados pela FBERJ[4][5]
A FBERJ não reconhece os campeonatos que não eram disputados por ligas exclusivas de basquetebol, como as que eram responsáveis pela organização de vários esportes, o que ocorria muito no passado, onde em vários esportes não havia ligas exclusivas da modalidade como na época da Liga Metropolitana de Desportos Terrestres. No caso da  Federação Brasileira de Basketball e da Associação Metropolitana de Basketball, a FBERJ reconhece a primeira por ser dos clubes que fizeram a cisão com a Confederação Brasileira de Desportos e se juntaram na Liga Carioca de Basketball que originaria a ela, e não reconhece a segunda dos clubes que ficaram do lado da Confederação Brasileira de Desportos, na época da cisão de parte dos clubes que tinham basquete com as ligas que organizavam vários esportes.

### Associação Metropolitana de Basketball (AMB)

#### Participantes da Associação Metropolitana de Basketball
- 1933: Andarahy Athletico Club, Botafogo Football Club, Sport Club Brasil, Confiança Athletico Club, Olaria AC e River.
- 1934: Andarahy Athletico Club, Argentino Football Club, Botafogo Football Club, Sport Club Brasil, Sport Club Cocotá, Confiança Athletico Club, Mavilis Football Club, Olaria AC, Portuguesa e River.
- 1935: Andarahy Athletico Club, Bangu, Botafogo Football Club, Sport Club Brasil, Carioca, Club de Regatas Icarahy, Mavilis Football Club, Olaria AC, River, São Christóvão Athletico Clube e Vasco da Gama.
- 1936: Andarahy Athletico Club, Botafogo Football Club, Carioca Esporte Clube, Club de Regatas Icarahy, Olaria AC, Praia das Flexas Club,  São Christóvão Athletico Clube e CR Vasco da Gama.
- 1937: Botafogo Football Club, Sport Club Brasil, Carioca Esporte Clube, Clube de Natação e Regatas, Olaria AC, São Christóvão Athletico Clube e CR Vasco da Gama.

### Total de títulos por equipe da LMDT e AMB (campeonatos não organizados pela FBERJ)[4]
| Clube      | Títulos   |
| ---------- | --------- |
| Botafogo   | 05 (AMB)  |
| Fluminense | 04 (LMDT) |
| Flamengo   | 01 (LMDT) |

## Recorde individual de pontos
Marx Martins Rodrigues Carvalho, mais conhecido como Marx, foi o jogador que mais pontos fez uma única partida, 129 pontos, em toda a história da FBERJ. Foi na partida de 16 de setembro de 1984 na partida entre Vasco e Hebraica. Seu feito foi registrado no Guinness World Records na época.

## Outros torneios estaduais

### Taça Kanela de Basquete Adulto
A Taça Kanela de Basquete Masculino foi uma tradicional competição de preparação para o tradicional Campeonato Estadual Adulto de Basquete Masculino do Rio de Janeiro que leva o nome de Togo Renan Soares, mais conhecido como Kanela, que foi um treinador de basquetebol, futebol e pólo aquático brasileiro. Mais tarde com a extinção dessa surgiu o Rio Open de Basquete Masculino e depois com a extinção desse surgiu nos dias atuais o Torneio Carioca de Basquete Masculino, continuando a ser um torneio de preparação para o Campeonato Estadual de Basquete Masculino do Rio de Janeiro. O atual Torneio Carioca de Basquete não conta com a participação dos times que estão disputando o NBB no mesmo período.
| Ano  | Campeão                                                              |
| ---- | -------------------------------------------------------------------- |
| 1982 | Tijuca TC                                                            |
| 1983 | América FC                                                           |
| 1984 | SC Mackenzie                                                         |
| 1985 | EC Bradesco                                                          |
| 1986 | Tijuca TC                                                            |
| 1987 | AABB Tijuca                                                          |
| 1988 | CR Flamengo                                                          |
| 1989 | CR Flamengo                                                          |
| 1990 | CR Flamengo                                                          |
| 1991 | Liga Angrense de Desportos                                           |
| 1992 | Fluminense FC                                                        |
| 1993 | Tijuca TC                                                            |
| 1994 | Grajáu CC                                                            |
| 1995 | Fluminense FC                                                        |
| 1996 | Botafogo FR                                                          |
| 1997 | CR Vasco da Gama                                                     |
| 1998 | Botafogo FR                                                          |
| 1999 | CR Vasco da Gama (Em 1999 houve restrição de idade para até 21 anos) |

### Rio-Open Adulto
| Ano  | Campeão                |
| ---- | ---------------------- |
| 2002 | Botafogo FR            |
| 2003 | Tijuca TC              |
| 2004 | Macaé (A1) - UFRJ (A2) |
| 2005 | Telemar Rio de Janeiro |
| 2006 | CR Flamengo            |

### Torneio Carioca Adulto
Em 2010, a FBERJ criou o Torneio Carioca, um torneio aberto e em separado do Estadual, mas com times também de todo o Estado, e não somente da capital. O Torneio Carioca acontece simultaneamente ao NBB, por esse motivo, times que estejam disputando o campeonato nacional não participam desse novo torneio estadual. Com o sucesso do torneio, houve a reedição em 2011 e que se segue até os dias de hoje, com os campeões sendo em 2010, o Fluminense FC; em 2011, o Tijuca TC; em 2012, o Riachuelo Tênis Clube; em 2013, o Macaé Basquete; em 2014, o CR Vasco da Gama; em 2015 e 2016, o Botafogo FR; em 2017 o Automóvel Clube Fluminense de Campos; em 2018 e 2019, o Niterói Basquete.
| Ano  | Campeão                              |
| ---- | ------------------------------------ |
| 2010 | Fluminense FC                        |
| 2011 | Tijuca TC                            |
| 2012 | Riachuelo TC                         |
| 2013 | Macaé Basquete                       |
| 2014 | CR Vasco da Gama                     |
| 2015 | Botafogo FR                          |
| 2016 | Botafogo FR                          |
| 2017 | Automóvel Clube Fluminense de Campos |
| 2018 | Niterói Basquete                     |
| 2019 | Niterói Basquete                     |

## Categorias de Base

### Campeões  Estaduais Juvenil - Atualmente Sub-19
| Clube                            | Total | Anos dos campeonatos |
| -------------------------------- | ----- | --- |
| CR Flamengo                      | 26    | 1943; 1955; 1963; 1966; 1967; 1979; 1984; 1986; 1987; 1988; 1989; 1990 (Junto a Vasco); 1997 (Junto a Tijuca e Olaria); 2002; 2003; 2004; 2011; 2015; 2016 ; 2017; 2018; 2019; 2020, 2021, 2022, 2023 e 2024 |
| Fluminense FC                    | 13    | 1952; 1953; 1954; 1957; 1968; 1969; 1970; 1973; 1976; 2006; 2008; 2009 e 2010 |
| Tijuca TC                        | 12    | 1936; 1942; 1946; 1956; 1958; 1959; 1960; 1978; 1996; 1997 (Junto a Flamengo e Olaria); 1998 e 2012 |
| CR Vasco da Gama                 | 9     | 1971; 1983; 1990 (Junto a Flamengo); 1991; 1999; 2000; 2001; 2005 e 2007 (Junto a Cabo Frio) |
| Botafogo FR                      | 7     | 1961; 1962; 1964; 1965; 1982; 1992 e 1995 |
| Riachuelo Tênis Clube            | 5     | 1937; 1940; 1941; 1950 e 1975 |
| Grajaú Country Club              | 4     | 1947; 1949, 1951 e 1994 |
| Sport Club Mackenzie             | 3     | 1974; 1977 e 1980 |
| América FC                       | 2     | 1944 e 1945 |
| Olaria AC                        | 2     | 1972 e 1997 (Junto a Flamengo e Tijuca) |
| Macaé                            | 2     | 2013 e 2014 |
| Club Municipal                   | 1     | 1981 |
| Liga de Basquetebol de Cabo Frio | 1     | 2007 (Junto a Vasco) |
| Associação Atlética Vila Isabel  | 1     | 1939 |
| CR Boqueirão do Passeio          | 1     | 1938 |
| Clube dos Aliados                | 1     | 1948 |
| CEE Nova Friburgo                | 1     | 1993 |
| GD Verolme                       | 1     | 1985 |

### Campeões  Estaduais Infanto-Juvenil  - Atualmente Sub-17
| Clube                       | Total | Anos dos campeonatos                                                                                              |
| --------------------------- | ----- | --- |
| CR Flamengo                 | 17    | 1975; 1980; 1981; 1982; 1983; 1986; 1987; 1988; 1993; 1994; 2004; 2012; 2015; 2018, 2019, 2022, 2023 e 2024       |
| Fluminense FC               | 10    | 1967; 1968; 1973; 1990; 1997 (Junto a Vasco e Tijuca); 2006; 2009; 2011; 2013 e 2014                              |
| CR Vasco da Gama            | 10    | 1966; 1985; 1997 (Junto a Fluminense e Tijuca); 1999; 2000; 2001; 2002; 2003; 2005 e 2007 (Junto a Clube Central) |
| Tijuca TC                   | 9     | 1974; 1976; 1996; 1997 (Junto a Fluminense e Vasco); 1998; 2016; 2017; 2020 e 2021                                |
| Sport Club Mackenzie        | 6     | 1970; 1971; 1972; 1977; 1978 e 1979                                                                               |
| Botafogo FR                 | 3     | 1991; 1992 e 2010                                                                                                 |
| Clube Central               | 2     | 2007 (Junto a Vasco) e 2008                                                                                       |
| Riachuelo Tênis Clube       | 1     | 1969 |
| Grajaú Country Club         | 1     | 1995 |
| Nova Friburgo Country Clube | 1     | 1989 |
| Jequiá Iate Clube           | 1     | 1984 |

### Campeões Estaduais  Infantil  - Atualmente Sub-15
| Clube                       | Total | Anos dos campeonatos |
| --------------------------- | ----- | --- |
| CR Flamengo                 | 19    | 1975; 1977; 1984; 1985; 1986; 1987; 1992; 1996; 1997; 1998; 2002; 2003; 2004; 2013; 2017; 2018, 2021, 2022 e 2024                                                                       |
| Tijuca TC                   | 18    | 1958 (Torneio Infantil); 1966; 1969; 1970 (Torneio Infantil); 1971 (Torneio Infantil); 1972; 1973; 1974; 1979; 1988; 1990; 1995; 2000; 2001; 2007 (Junto a Botafogo); 2010; 2014 e 2015 |
| Botafogo FR                 | 7     | 1961; 1962; 1963 1964; 1965; 2007 (Junto a Tijuca), 2019 e 2023 |
| Fluminense FC               | 6     | 1989; 2005; 2006; 2009; 2011 e 2012 |
| Sport Club Mackenzie        | 4     | 1960 (Torneio Infantil); 1976; 1980 e 1983 |
| CR Vasco da Gama            | 3     | 1982, 1999 e 2016 |
| Grajaú Country Club         | 3     | 1959 (Torneio Infantil); 1993 e 1994 |
| Riachuelo Tênis Clube       | 2     | 1967 e 1970 (Campeonato Infantil) |
| Olaria AC                   | 2     | 1968 e 1978 |
| Jequiá Iate Clube           | 1     | 1981 |
| Nova Friburgo Country Clube | 1     | 1991 |
| Clube Comary                | 1     | 2008 |

### Campeões Estaduais Mirim  - Atualmente Sub-13
| Clube                                          | Total | Anos dos campeonatos                                                                             |
| ---------------------------------------------- | ----- | ------------------------------------------------------------------------------------------------ |
| CR Flamengo                                    | 12    | 1986; 1990; 1991; 1994; 1997; 2000; 2005; 2011; 2014; 2015; 2016 e 2021                          |
| Tijuca TC                                      | 12    | 1983; 1985; 1988; 1993; 1998; 1999; 2004; 2007 (Junto a Botafogo); 2012, 2013, 2022, 2023 e 2024 |
| Sport Club Mackenzie                           | 7     | 1978/1º ; 1978/2º ; 1979 e 1980 (Torneios Mirim), 1981; 1982 e 1984                              |
| Clube Central                                  | 5     | 2008; 2009; 2010; 2017 e 2019                                                                    |
| Botafogo FR                                    | 2     | 2007 (Junto a Tijuca) e 2018                                                                     |
| CR Vasco da Gama                               | 2     | 2001 e 2003                                                                                      |
| Grajaú Country Club                            | 2     | 1992 e 1996                                                                                      |
| Fluminense FC                                  | 1     | 2006                                                                                             |
| Riachuelo Tênis Clube                          | 1     | 1970 (Campeonato Mirim)                                                                          |
| Jequiá Iate Clube                              | 1     | 1987                                                                                             |
| Nova Friburgo Country Clube                    | 1     | 1989                                                                                             |
| Akxe SSC                                       | 1     | 1995                                                                                             |
| Associação de Veteranos de Basquete de Niterói | 1     | 2002                                                                                             |